# Delphinium alpestre
Delphinium alpestre är en ranunkelväxtart som beskrevs av Per Axel Rydberg. Delphinium alpestre ingår i släktet storriddarsporrar, och familjen ranunkelväxter. Inga underarter finns listade i Catalogue of Life.